# Estadio olímpico

La Llama Olímpica en el Estadio Olímpico de Atenas, Grecia.

Estadio olímpico corresponde a la denominación que reciben aquellos estadios diseñados especialmente para la realización de los Juegos Olímpicos, tanto de verano, como de invierno. En general, el estadio es usado para las ceremonias de apertura y clausura de los Juegos; así como para las competencias de atletismo y como meta de los eventos de la maratón y de la marcha. En algunas ediciones también ha albergado la final del Torneo Olímpico de Fútbol; e incluso las competencias de ciclismo de pista y las pruebas de equitación.
Entre los escenarios principales de las sedes olímpicas sobresale el Memorial Coliseum de Los Ángeles como el único estadio de la historia que ha sido la sede principal de dos Juegos Olímpicos (1932 y 1984). Aunque la ciudad comparte el honor con París, Londres, Atenas y Tokio, de haber albergado al menos dos veces los juegos de verano, estas ciudades emplearon estadios distintos en cada edición.
En el caso de las justas invernales, dos escenarios repitieron como sede principal: St. Moritz Olympic Ice Rink (1928 y 1948) y Bergisel (1964 y 1976).
Hasta 2024, un total de 29 estadios en veintitrés ciudades, de diecinueve países en cuatro continentes, han recibido los Juegos Olímpicos de verano. En tanto las ediciones invernales han sido recibidas en sus ceremonias cumbre por 22 inmuebles, algunos de ellos sin las características propias de un estadio, incluso sin ser permanentes. 
Sin embargo, aunque el título de estadio olímpico se refiere a las sedes olímpicas, no es exclusivo para los escenarios anfitriones de los juegos. Muchos estadios utilizan en su nombre esta denominación a pesar de no haber albergado el evento, mientras otras sedes olímpicas no llevan esa denominación en su nombre. El término también es utilizado para denominar a aquellos recintos que incluyen una pista atlética diseñada bajos los estándares de la IAAF y el COI.
A su vez, algunos de estos estadios, fueron sedes de la Copa Mundial de Fútbol tanto masculina como femenina organizadas por FIFA, en sus diferentes rondas, principalmente la final, tal como ocurrió con Colombes en Francia 1938, Wembley en Inglaterra 1966, el Olímpico de Münich en Alemania Federal 1974, el Olímpico de Roma en Italia 1990, el Olímpico de Berlín en Alemania 2006, el Maracaná en Brasil 2014 y el Luzhnikí en Rusia 2018; a ellos se añaden el Estadio de White City y el Olímpico Universitario que no albergaron las finales de Inglaterra 1966 y México 1986 respectivamente, pero si un partido de fase grupal para el primero, así como partidos de fase grupal y octavos de final en el caso del segundo; además de, dos estadios de las justas invernales que también albergaron partidos de la Copa del Mundo, el Olímpico de Turín en Italia 1934 y el Olímpico de Sochi en Rusia 2018. Hay que agregar que en todos los casos anteriores, constantemente han sido escenario de torneos continentales de clubes y selecciones de fútbol.
También es común que estos escenarios alberguen el Campeonato Mundial de Atletismo; como así lo hicieron los estadios Olímpico de Helsinki (1983 y 2005), Olímpico de Roma (1987), Olímpico de Tokio (1991), Olímpico de Atenas (1997), Olímpico de Berlín (2009), Luzhnikí (2013), Nacional de Beijing (2015) y Olímpico de Londres (2017).

## Sedes olímpicas

### Juegos Olímpicos de verano
| Juegos | Imagen | Estadio | Ciudad           | País            | Otros eventos albergados |
| ------ | ------ | --- | ---------------- | --------------- | --- |
| 1896   |        | Estadio Panathinaiko | Atenas           | Grecia          | |
| 1900   |        | Vélodrome de Vincennes | París            | Francia         | |
| 1904   |        | Francis Field | San Luis         | Estados Unidos  | |
| 1908   |        | Estadio de White City | Londres          | Reino Unido     | Juegos de la Mancomunidad de 1934 Copa Mundial de Fútbol de 1966 |
| 1912   |        | Estadio Olímpico de Estocolmo | Estocolmo        | Suecia          | |
| 1920   |        | Estadio Olímpico de Amberes | Amberes          | Bélgica         | |
| 1924   |        | Estadio Olímpico Yves-du-Manoir | París            | Francia         | Copa Mundial de Fútbol de 1938 |
| 1928   |        | Estadio Olímpico de Ámsterdam | Ámsterdam        | Países Bajos    | Final de la Copa de Europa 1961-62 Final Recopa de Europa 1976-77 |
| 1932   |        | Memorial Coliseum | Los Ángeles      | Estados Unidos  | Serie Mundial de las MLB 1959, Super Bowl I, Super Bowl VII, Copa de Oro de la Concacaf, Copa de Campeones de la Concacaf, Copa Interamericana, Copa Sudamericana, Recopa Sudamericana, Copa de Gigantes de la Concacaf. |
| 1936   |        | Estadio Olímpico de Berlín | Berlín           | Alemania nazi   | Copa Mundial de Fútbol de 1974, Copa Mundial de Fútbol de 2006, Campeonato Mundial de Atletismo de 2009, Final de la Liga de Campeones de la UEFA 2014-15 |
| 1948   |        | Estadio de Wembley | Londres          | Reino Unido     | Copa Mundial de Fútbol de 1966, Final Copa de Europa 1962-63, Final Recopa de Europa 1964-65, Final Copa de Europa 1967-68, Final Copa de Europa 1970-71, Final Copa de Europa 1977-78, Final Copa de Europa 1991-92, Final Recopa de Europa 1992-93, Eurocopa 1996, FA Cup, Copa de la Liga, Community Shield.                                                            |
| 1952   |        | Estadio Olímpico de Helsinki | Helsinki         | Finlandia       | Campeonato Mundial de Atletismo de 1983, Campeonato Mundial de Atletismo de 2005 |
| 1956   |        | Melbourne Cricket Ground | Melbourne        | Australia       | Juegos de la Mancomunidad de 2006 |
| 1960   |        | Estadio Olímpico de Roma | Roma             | Italia          | Copa Mundial de Fútbol de 1990, Eurocopa 1968, Eurocopa 1980, Campeonato Mundial de Atletismo de 1987, Final Copa de Europa 1976-77, Final Copa de Europa 1983-84, Final Copa de Europa 1995-96, Final Copa de Europa 2008-09, Universiada de 1975, Copa Italia, Serie A                                                                                                   |
| 1964   |        | Estadio Olímpico de Tokio | Tokio            | Japón           | Copa Mundial de Fútbol Juvenil de 1979, Copa Intercontinental, Campeonato Mundial de Atletismo de 1991, Copa Mundial de Fútbol Sub-17 de 1993 Copa Mundial de Clubes de la FIFA, Juegos Asiáticos de 1958, Universiada de 1967 |
| 1968   |        | Estadio Olímpico Universitario | Ciudad de México | México          | Copa Mundial de Fútbol de 1986, VII Juegos Centroamericanos y del Caribe, Juegos Panamericanos de 1955, XVI Juegos Centroamericanos y del Caribe, Copa México, Campeón de Campeones, Primera División de México, Copa Interamericana, Copa Libertadores, Copa de Campeones de la Concacaf, Copa Sudamericana, Universiada de 1979, Campeonato Panamericano de Fútbol 1956. |
| 1972   |        | Estadio Olímpico de Múnich | Múnich           | Alemania        | Copa Mundial de Fútbol de 1974, Eurocopa 1988, Final Copa de Europa 1978-79, Final Liga de Campeones 1992-93, Final Liga de Campeones 1996-97. |
| 1976   |        | Estadio Olímpico de Montreal | Montreal         | Canadá          | Copa Mundial de Fútbol Sub-20 de 2007, Copa Mundial Femenina de Fútbol de 2015, Concacaf Liga Campeones |
| 1980   |        | Estadio Central Lenin | Moscú            | Unión Soviética | Final Copa UEFA 1998-99, Universiada 1973, Final Liga de Campeones 2007-08, Campeonato Mundial de Atletismo de 2013, Copa Mundial de Fútbol de 2018 |
| 1984   |        | Los Angeles Memorial Coliseum | Los Ángeles      | Estados Unidos  | Ver primera sede en 1932 |
| 1988   |        | Estadio Olímpico de Seúl | Seúl             | Corea del Sur   | Juegos Asiáticos de 1986 |
| 1992   |        | Estadio Olímpico de Montjuic | Barcelona        | España          | Juegos Mediterráneos de 1955, Copa del Rey, Primera División de España, Campeonato Europeo de Atletismo de 2010 |
| 1996   |        | Centennial Olympic Stadium | Atlanta          | Estados Unidos  | |
| 2000   |        | Telstra Stadium | Sídney           | Australia       | Copa Mundial de Rugby de 2003, Copa Asiática 2015 |
| 2004   |        | Estadio Spyros Louis | Atenas           | Grecia          | Final Copa de Europa 1982-83, Final Liga de Campeones 1993-94, Final Liga de Campeones 2006-07, Final Recopa de Europa 1986-87, Campeonato Mundial de Atletismo de 1997 |
| 2008   |        | Estadio Nacional de Pekín | Pekín            | China           | Campeonato Mundial de Atletismo de 2015 |
| 2012   |        | Estadio Olímpico de Londres | Londres          | Reino Unido     | Copa Mundial de Rugby de 2015 y Campeonato Mundial de Atletismo de 2017 |
| 2016   |        | Estadio de Maracaná (ceremonias de apertura y clausura) Estadio Olímpico (Engenhão)                                                 | Río de Janeiro   | Brasil          | Copa Mundial de Fútbol de 1950, Juegos Panamericanos de 2007, Copa Mundial de Fútbol de 2014 XVII Campeonato Iberoamericano de Atletismo de 2016 |
| 2020   |        | Estadio Olímpico de Tokio | Tokio            | Japón           | |
| 2024   |        | Jardines del Trocadero (Escenario principal de la apertura) Jardín de las Tullerías (Sitio del pebetero) Stade de France (Clausura) | París            | Francia         | Copa Mundial de Fútbol de 1998, Copa FIFA Confederaciones 2003, Eurocopa 2016, Final de la Liga de Campeones de la UEFA 1999-2000, Final de la Liga de Campeones de la UEFA 2005-06, Campeonato Mundial de Atletismo de 2003, Copa Mundial de Rugby de 2007 y Final de la Liga de Campeones de la UEFA 2021-22                                                             |
| 2028   |        | Los Angeles Memorial Coliseum (apertura) Los Ángeles Stadium (clausura)                                                             | Los Ángeles      | Estados Unidos  | Ver primera sede en 1932 Super Bowl LVI, Copa de Oro de la Concacaf 2023, Copa América 2024 |
| 2032   |        | Brisbane Cricket Ground | Brisbane         | Australia       | Fútbol Juegos Olímpicos Sídney 2000 y Copa Mundial de Críquet de 2015 |

### Juegos Olímpicos de invierno
| Edición      | Imagen | Estadio                                                | Ciudad                    | País           |
| ------------ | ------ | ------------------------------------------------------ | ------------------------- | -------------- |
| JJ. OO. 1924 |        | Estadio Olímpico de Chamonix                           | Chamonix                  | Francia        |
| JJ. OO. 1928 |        | St. Moritz Olympic Ice Rink                            | Saint-Moritz              | Suiza          |
| JJ. OO. 1932 |        | Lake Placid Speedskating Oval                          | Lake Placid               | Estados Unidos |
| JJ. OO. 1936 |        | Olympia Skistadion                                     | Garmisch-Partenkirchen    | Alemania       |
| JJ. OO. 1948 |        | St. Moritz Olympic Ice Rink                            | Saint-Moritz              | Suiza          |
| JJ. OO. 1952 |        | Bislett stadion                                        | Oslo                      | Noruega        |
| JJ. OO. 1956 |        | Stadio Olímpico del Ghiaccio                           | Cortina d'Ampezzo         | Italia         |
| JJ. OO. 1960 |        | Blyth Arena                                            | Squaw Valley              | Estados Unidos |
| JJ. OO. 1964 |        | Bergisel (Bergiselschanze)                             | Innsbruck                 | Austria        |
| JJ. OO. 1968 |        | Stade olympique de Grenoble                            | Grenoble                  | Francia        |
| JJ. OO. 1972 |        | Makomanai Open Stadium                                 | Sapporo                   | Japón          |
| JJ. OO. 1976 |        | Bergisel (Bergiselschanze)                             | Innsbruck                 | Austria        |
| JJ. OO. 1980 |        | Lake Placid Equestrian Stadium                         | Lake Placid               | Estados Unidos |
| JJ. OO. 1984 |        | Estadio Asim Ferhatovic Hase                           | Sarajevo                  | Yugoslavia     |
| JJ. OO. 1988 |        | McMahon Stadium                                        | Calgary                   | Canadá         |
| JJ. OO. 1992 |        | Théâtre des Cérémonies                                 | Albertville               | Francia        |
| JJ. OO. 1994 |        | Lysgårdsbakken                                         | Lillehammer               | Noruega        |
| JJ. OO. 1998 |        | Estadio Olímpico de Nagano                             | Nagano                    | Japón          |
| JJ. OO. 2002 |        | Estadio Rice-Eccles                                    | Salt Lake City            | Estados Unidos |
| JJ. OO. 2006 |        | Estadio Olímpico de Turín                              | Turín                     | Italia         |
| JJ. OO. 2010 |        | BC Place Stadium                                       | Vancouver                 | Canadá         |
| JJ. OO. 2014 |        | Estadio Olímpico de Sochi                              | Sochi                     | Rusia          |
| JJ. OO. 2018 |        | Estadio Olímpico de Pyeongchang                        | Pieonchang                | Corea del Sur  |
| JJ. OO. 2022 |        | Estadio Nacional de Pekín                              | Pekín                     | China          |
| JJ. OO. 2026 |        | Estadio San Siro (apertura) Arena de Verona (clausura) | Milán y Cortina d'Ampezzo | Italia         |
| JJ. OO. 2030 |        | Allianz Riviera (clausura)                             | Niza                      | Francia        |
| JJ. OO. 2034 |        | Estadio Rice-Eccles                                    | Salt Lake City            | Estados Unidos |

### Juegos Olímpicos de la Juventud
| Edición      | Imagen | Estadio                                                                        | Ciudad       | País      |
| ------------ | ------ | ------------------------------------------------------------------------------ | ------------ | --------- |
| JJ. OO. 2010 |        | The Float at Marina Bay Stadium                                                | Singapur     | Singapur  |
| JJ. OO. 2014 |        | Estadio Olímpico de Nankín                                                     | Nankín       | China     |
| JJ. OO. 2018 |        | Obelisco de Buenos Aires (apertura) y Villa Olímpica de la Juventud (clausura) | Buenos Aires | Argentina |
| JJ. OO. 2026 |        | Diamniadio Olympic Stadium                                                     | Senegal      | Senegal   |

### Juegos Olímpicos de la Juventud de Invierno
| Edición      | Imagen | Estadio                      | Ciudad      | País          |
| ------------ | ------ | ---------------------------- | ----------- | ------------- |
| JJ. OO. 2012 |        | Bergiselschanze              | Innsbruck   | Austria       |
| JJ. OO. 2016 |        | Lysgårdsbakken               | Lillehammer | Noruega       |
| JJ. OO. 2020 |        | Vaudoise aréna               | Lausanne    | Suiza         |
| JJ. OO. 2024 |        | Alpensia Ski Jumping Stadium | Gangwon     | Corea del Sur |

## Otros estadios
Otros estadios de ciudades que no han albergado Juegos Olímpicos, pero que cuentan con instalaciones (pista atlética) o con la denominación de olímpicas son las siguientes:
- Estadio de los Juegos Mediterráneos, en la ciudad de Almería, España.
- Estadio Olímpico de Tarrasa, en la ciudad de Tarrasa
- Estadio Olímpico Atahualpa, en la ciudad de Quito, Ecuador.
- Estadio Olímpico de la Cartuja, en la ciudad de Sevilla, España.
- Atatürk Olimpiyat Stadyumu, en la ciudad de Estambul, Turquía.
- Estadio Olímpico Andrés Quintana Roo, en la ciudad de Cancún, México.
- Estadio Olímpico de Palpalá, en la ciudad de Palpalá, Argentina.
- Estadio Olímpico Benito Juárez, en Ciudad Juárez, México.
- Estadio Olímpico de la Universidad Central de Venezuela, en la ciudad de Caracas, Venezuela.
- Estadio Olímpico Jaime Morón León, en la ciudad de Cartagena de Indias, Colombia.
- Estadio Olímpico de Madrid, en la ciudad de Madrid, España.
- Estadio Olímpico de Montevideo, en la ciudad de Montevideo, Uruguay.
- Estadio Olímpico Pascual Guerrero, en la ciudad de Cali, Colombia.
- Estadio Olímpico Universitario de Colima, México.
- Estadio Olímpico Universitario de la Universidad Autónoma de Chihuahua, en la ciudad de Chihuahua, México.
- Estadio Olímpico Nacional, en la ciudad de Kiev, Ucrania.
- Estadio Olímpico Félix Sánchez, en la ciudad de Santo Domingo, República Dominicana.
- Estadio Mario Alberto Kempes, en la ciudad de Córdoba, Argentina.
- Estadio Hernando Siles, en La Paz, Bolivia.
- Estadio Olímpico Metropolitano, en San Pedro Sula, Honduras.
- Estadio Olímpico, Villa Olímpica de Tegucigalpa en Tegucigalpa, Honduras.
- Estadio Olímpico de la UNMSM en Lima, Perú.
- Estadio Olímpico Monumental en la ciudad de Porto Alegre, Brasil (en desuso).